# 縮尺複合體公司
縮尺複合體公司（英語：Scaled Composites, LLC）是一間美國航天器製造商，1982年成立於加州莫哈維，該公司成立以開發實驗飛機，現在專注於設計和開發飛機和其他車輛的概念工藝和原型製造工藝。它以非傳統設計而聞名，因其使用非金屬複合材料。

## 旗下產品
- 縮尺複合體平流層發射雙體飛機—受平流層發射系統委託製造的空中發射運輸機
- 太空船1號及太空船2號—與維珍集團合資開發

## 外部連結
- Scaled Composites website （页面存档备份，存于） （官方網站）